# Hrabstwo Jackson (Oklahoma)

Piramida wieku mieszkańców hrabstwa Jackson

Jackson – hrabstwo w stanie Oklahoma w USA. Założone w 1909 roku. Populacja liczy 28 439 mieszkańców (stan według spisu z 2000 roku).
Powierzchnia hrabstwa to 2083 km² (w tym 4 km² stanowią wody). Gęstość zaludnienia wynosi 14 osoby/km².
Nazwa hrabstwa pochodzi od nazwiska Andrew Jacksona - siódmego prezydenta Stanów Zjednoczonych.

## Miasta
- Altus
- Blair
- East Duke
- Eldorado
- Elmer
- Friendship
- Headrick
- Martha
- Olustee